# ارمنی‌های ترکیه
ارمنی‌های ترکیه که به معنای (پولساهایر به زبان ارمنی Պոլսահայեր) معادل با ارمنیان استانبول هم می‌باشند جمعیتی از ۴۰٬۰۰۰ تا ۷۰٬۰۰۰ نفر تخمین زده می‌شوند (این آمار، ارمنی‌های حمشین و ارمنی‌های نهانی را در بر نمی‌گیرد) و اکثراً در اطراف استانبول متمرکزند.
ارمنی‌ها از روزنامه‌ها و مدارس خود حمایت می‌کنند. اکثر ارمنی‌ها معتقد به کلیسای حواری ارمنی هستند و تعداد کمتری از آن‌ها نیز پیرو دو کلیسای کاتولیک و پروتستان می‌باشند.

## تاریخ
ارمنی‌هایی که امروزه در ترکیه زندگی می‌کنند بازماندگان جامعهٔ بزرگ‌تری هستند که به مدت هزاران سال قبل از تأسیس امپراتوری عثمانی وجود داشت. تعداد شهروندان ارمنی امپراطوری عثمانی قبل از جنگ جهانی اول بین دو تا دو و نیم میلیون نفر تخمین زده می‌شود. در طی دوران امپراطوری عثمانی ارمنی‌ها همانند یونانیان و یهودیان در کسب و کار و تجارت فعال بودند.

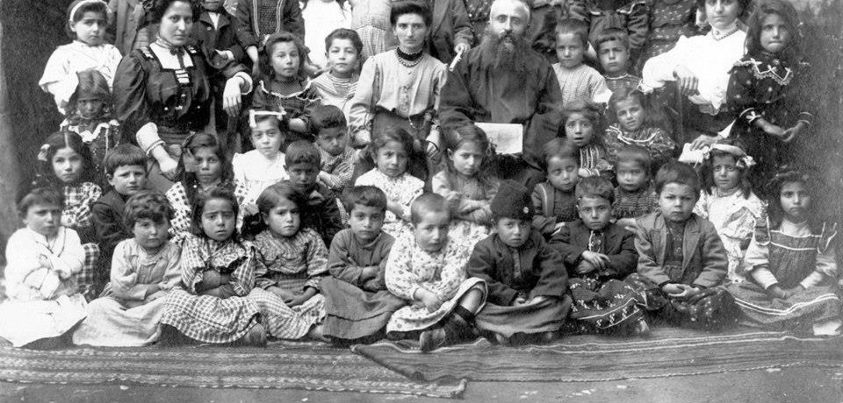
کودکان ارمنی در کودکستان هاکوپ مقدس سال ۱۹۰۰م

وقتی که کنستانتینوپل، قسمتی از امپراطوری عثمانی شد از سوی سلطان، ارمنی‌های ارتودکس مورد حمایت قرار گرفتند به گونه‌ای که آن‌ها توانستند کلیساهای خود را در سرزمین امپراطوری بسازند. تعدادی از کلیساهای ارمنی در آناطولی و استانبول در ۱۴۵۳م یا بعد از بازتاب تحمل گروه‌های قومی و مذهبی گوناگون تحت کنترل عثمانی در طی آن دوره ساخته شده‌اند.
با شروع قرن نوزدهم نااستواری سیاسی، اوضاع وخیم اقتصادی و تنش‌های مداوم قومی باعث مهاجرت حدود صد هزار ارمنی به اروپا، آمریکا و خاورمیانه شد. این خروج گسترده، جماعت ارمنیان پراکنده را در سراسر جهان بر اساس جمعیت اصلی ارمنی‌های عثمانی مهاجر به تعداد وسیع را ایجاد کرد علاوه بر این مهاجرت‌هایی نیز از قفقاز صورت می‌گرفت که عمدتاً به مقصد روسیه بود.
تعدادی از ارمنی‌ها بین سال‌های ۱۸۹۴م تا ۱۸۹۷م توسط سلطان عبدالحمید قتل‌عام شدند. کشتارهای بیشتری در ۱۹۰۹م اتفاق افتاد که به قتل‌عام آدانا نیز معروف است که در طی آن بین بیست تا سی هزار ارمنی کشته شدند.
نسل‌کشی ارامنه در سال‌های ۱۹۱۵م تا ۱۹۱۸م اتفاق افتاد که در طی آن دولت عثمانی وقت دستور تبعید و اخراج و کشتار بیش از یک و نیم و تا دو میلیون ارمنی را به بهانهٔ ملاحظات سیاسی و امنیتی صادر نمود. این کشتارها اکثریت بزرگی از ارمنیان حدوداً هفتاد تا هشتاد درصد کل جمعیت ارمنی‌های ساکن در امپراطوری عثمانی را در زمان جنگ جهانی اول در بر می‌گرفت. تعدادی از آن‌ها مستقیماً بر اثر کشتارهای عثمانی مردند و تعدادی دیگر بر اثر اخراج و تبعید وسیع و انتقال اجباری جمعیت و بیشتر از طریق حملات نظامیان کرد جان سپردند.
ارمنی‌های باقی‌مانده در قسمت‌های شرقی کشور بین سال‌های ۱۹۱۷م تا ۱۹۱۸م به قفقاز پناه جسته و سرانجام در نواحی کنترل شده از سوی جمهوری دموکراتیک تازه تأسیس ارمنستان ساکن شده و هرگز به خانه‌های اصلی خود در شرق ترکیه برنگشتند (که ساکنین شش ولایت ارمنی ترکیه بودند)
تعدادی از ارمنی‌ها که حدود سیصد هزار نفر بودند بر طبق برخی برآوردها از سوی تُرکها و کُردها مورد پذیرش قرار گرفته یا جمعیت مسلمانان در طی پروسهٔ کردسازی یا ترک‌سازی ازدواج نمودند تا با وقایع شوم کمتری مواجه گردند.
اکثر بازماندگان ارمنی که به سوریه مدرن و در کل خاورمیانه آمدند و برخی که موقتاً به خانه‌هایشان در ترکیه در پایان جنگ جهانی اول به ویژه در طی قیمومیت فرانسه بازگشتند در نتیجه اجازه‌ای بود که به کنترل جنوب شرقی ترکیه در طی موافقت‌نامه سایکس–پیکو به فرانسه داده شده بود.
جمعیت ارمنی از موج جدید کشتارها در طی دوران ۱۹۲۰ تا ۱۹۲۳ در طی جنگ استقلال ترکیه رنج کشید که شامل ارمنی‌های باقی‌مانده در شرق و جنوب کشور به علاوه یونانیها در منطقه دریای سیاه می‌شدند. اخراج گستردهٔ جمعیت ارمنی‌های باقی‌مانده در ترکیه به ویژه بعد از بازپس‌گیری منطقه از دست نیروهای فرانسوی ادامه یافت و ارمنی‌های اندکی که باقی‌ماندند دست به فرار زدند.
تا پایان سال ۱۹۲۰ تعداد کمی از ارمنیان باقی‌مانده و در سراسر کشور پراکنده بودند و تنها جمعیت قابل دوام آن‌ها در استانبول و اطراف آن باقی‌مانده‌اند.

## جمعیت
جمعیت کنونی ارمنی در ترکیه بین چهل تا هفتاد هزار نفر تخمین زده می‌شود که عمدتاً در شهر استانبول و اطراف آن زندگی می‌کنند حتی همین تعداد اندک جمعیت ارمنی فعال در ترکیه نیز به خاطر مهاجرت‌های بیشتر به اروپا، آمریکا و استرالیا کاهش یافته‌اند.
این جمعیت به عنوان یک گروه مجزا در نظام تُرکی شناخته می‌شود و دارای نهادهای آموزشی، فرهنگی، مذهبی و اجتماعی خود و مطبوعات مجزای خود است. جمعیت ارمنیان ترکیه برای حفظ نهادهای خود و بازبودن مدارس و بقاء مطبوعاتشان تلاش‌های بسیار سختی بر اثر کاهش تقاضای ناشی از مهاجرتها و ضعف اقتصادی قابل ملاحظه به عمل آوردند.
جامعهٔ ارمنی ترکیه عمدتاً به ارمنی‌های ارتودکس حواری متعلق به کلیسای حواری ارمنی با اقلیت کوچکی از پیروان کلیسای کاتولیک ارمنی و کلیسای پروتستان انجیلی تقسیم می‌شوند.

## مسیحیان پنهان[۷]
در طی نسل‌کشی ارمنیان تعدادی از کودکان یتیم ارمنی از سوی خانواده‌های مسلمان محلی به فرزندخواندگی پذیرفته شدند که برخی اوقات نام آن‌ها را تغییر داده و آن‌ها را به دین اسلام درآوردند.
یک منبع رقم ۳۰۰۰۰۰ نفر را ذکر می‌کند اما تحلیل دیگری این رقم را بیش از حد بزرگ ذکر می‌کند و تمایل به رقم ۶۳۰۰۰ نفر دارد رقمی که بر طبق گزارش وزارت خارجه ایالات متحده از سوی پاتریارک ارمنی قسطنطنیه در سال ۱۹۲۱م ذکر شده‌است.

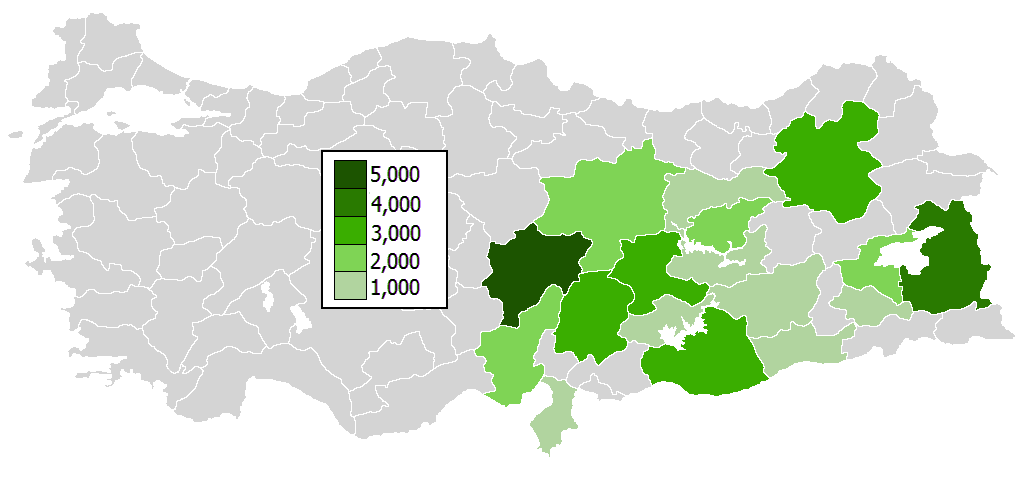
آمار ارامنه نهان در ترکیه

هنگامی که ارمنیان باقی‌مانده شروع به جستجو و ادعای برگرداندن این کودکان یتیم را بعد از جنگ جهانی دوم نمودند تنها درصد کوچکی از آن‌ها پیدا شدند و به خانواده‌هایشان پیوستند در حالی که بقیه به زندگی خود به عنوان مسلمان ادامه دادند. علاوه بر این تعدادی از خانواده‌های ارمنی نیز به منظور فرار از نسل‌کشی مسلمان شده‌اند.
تعداد نامعلومی از افراد با اصلیت ارمنی در ترکیه وجود دارند که امروزه از تبار خود آگاه نبوده و چیزی حدود ۳۰۰۰۰۰ نفر هستند که ارمنی‌های نهانی هستند که مسیحیان پنهان نامیده می‌شوند. رقم ۳۰۰۰۰۰ نفر ممکن است متعلق به سال ۱۹۱۵ باشد اما چندین نسل از آن ماجرا گذشته‌است و بنابراین این ارقام می‌بایست بسیار بیش از این به ویژه بر اثر ازدواج‌های مختلط باشد.
به علت تصاعد طبیعی جمعیت، تعیین رقم دقیق تعداد ارمنی‌ها در ترکیه به شدت مورد نزاع و بحث می‌باشد. اما برخی برآوردهای محافظه کارانه نشان می‌دهند که تعداد آن‌ها در اواخر قرن بیستم از مرز یک میلیون نفر گذشته‌است.
عده‌ای نیز تبار ارمنی ارامنهٔ نهان را انکار می‌کنند به این دلیل که این تبار ممکن است زمانی بر اثر تُرکی کردن بر اثر ازدواج با جمعیت تُرکی یا کُردی تغییر کرده باشد و ارمنی بودن آن‌ها ممکن است مورد تردید قرار گیرد و تعدادی از آن‌ها ممکن است به‌طور بالفعل در زمان کنونی بیشتر خود را تُرک احساس کنند تا ارمنی.
در سال ۱۹۶۰ تعدادی از این خانواده‌ها به مسیحیت برگشته و نام‌های خود را نیز تغییر دادند.

## ارمنی‌های حمشین
حمشین‌ها تعدادی از گروه‌های گوناگون از مردمی هستند که در تاریخ گذشته یا حال به ناحیهٔ حمشین مربوط می‌شوند که در منطقه دریای سیاه در شرق ترکیه واقع است.
آنها به عنوان حمشینلی، حمشینیها، حمشنتسی (به ارمنی حامشنی Համշենի) نامیده شده یا خود را به این اسم می‌نامند که در زبان مربوطه به معنای مقیمی حمشین می‌باشد.
این ناحیه در قرن پانزدهم به امپراطوری عثمانی ملحق شده و در طی این دوره مرحله‌ای از مهاجرت‌ها و اسلامی‌کردن در آنجا صورت گرفت. جزئیات و اوضاع و احوال توأم با این مراحل مهاجرت و اسلامی‌کردن در طی دوران امپراطوری عثمانی به روشنی معلوم و مستند نشده‌است.
اکثر منابع با این امر موافقند که قبل از دوره امپراطوری عثمانی، اکثریت عمدهٔ ساکنین حمشین در اصل از لحاظ قومیتی ارمنی و اعضاء کلیسای حواری ارمنی و از مسیحیان قدیمی بوده‌اند. آن‌ها همچنین امروزه مقدار زیادی از عناصر قومیت ارمنی در سنتها و زبان محلیشان را نگه داشته‌اند.
در نتیجهٔ این پیشرفتها، جوامع متمایزی با همان تیره و نام نیز در نزدیکی ترکیه در هوپای قفقاز ظاهر شده‌اند این سه جامعه تغریباً از وجود همدیگر نا آگاهند.
در داخل ترکیه حمشینهای ساکن آنجا (در نشریات به عنوان حمشینهای غربی انگاشته می‌شوند) مسلمانان سنی تُرک زبان هستند که عمدتاً در مناطقی از استان ریزه ترکیه زندگی می‌کنند.
همچنین در ترکیه حمشینهای هوپا (به عنوان حمشینهای شرقی در نشریات انگاشته می‌شوند) مسلمانان سنی بوده و عمدتاً در نواحی هوپا و بورچکا در استان آرتوین ترکیه زندگی می‌کنند. علاوه بر این آن‌ها به نوعی لهجه ای از ارمنی غربی که در تُرکی حمشینی نامیده می‌شود نیز تکلم می‌نمایند.
علاوه بر این در خارج از جمهوری ترکیه حمشینهایی (که گاهگاهی در نشریات به عنوان حمشین‌های شمالی خوانده می‌شوند) مسیحیانی هستند که در آبخازیا و کراسنودار کرای روسیه زندگی می‌کنند، و به خوبی به زبان حمشینی صحبت می‌کنند.
تعدادی از حمشینهای مسلمان نیز در گرجستان و کراسنودار روسیه زندگی می‌کنند و برخی از عناصر حمشینی نیز در میان ترک‌های مسختی وجود دارد.

## سیاست
احزاب سیاسی سنتی ارمنی در زندگی سیاسی ارمنیان ترکیه حداقل از ۱۸۹۰ تا ۱۹۱۵ بسیار فعال بوده‌اند و این شامل فدراسیون انقلابی ارمنی، حزب سوسیال دموکراتیک هنچاک، حزب آرمناکان و حزب لیبرال دموکراتیک ارمنی (رامگاوار) بودند.
اما فعالیت این احزاب بعد از ۱۹۱۵ محدود شد و این وضع از آن زمان تاکنون چنین بوده‌است و آن‌ها هیچ گونه نقش قانونی در سیاست‌های ارمنی ترکیه نداشته‌اند با وجود این در جماعت ارمنیان پراکنده بسیار فعال مانده‌اند.

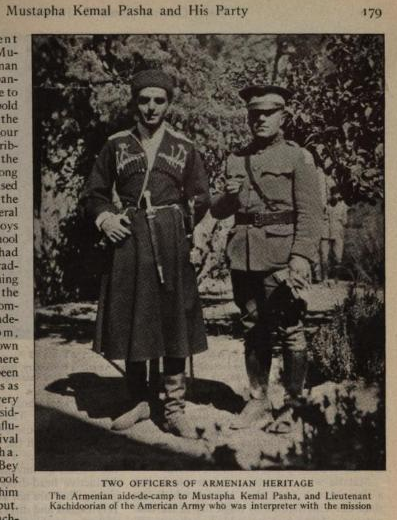
ارامنه در جنبش ملی ترکیه

اعضاء سیاسی متعلق به این احزاب و برخی اعضاء برجستهٔ فدراسیون انقلابی ارمنی، اقدام به ترور رهبران سیاسی تُرکی کرده‌اند که نقش فعالی در برنامه‌ریزی و دستور صدور نسل‌کشی ارمنیان داشته و از سوی دادگاه‌های نظامی تُرکی سال‌های ۱۹۱۹ تا ۱۹۲۰ محاکمه شده‌اند داشته‌اند. این عملیات که به عنوان عملیات نمسیس شناخته شد برای تعقیب چنین رهبرانی در سطح جهان ادامه یافت و حداقل هفت نفر از این رهبران کشته شدند.
ارمنی‌ها در ترکیه در سیاست‌های این کشور فعال بوده‌اند. یکی از ارمنی‌های ترکیه به نام سارکیس آقپاریک چرکزیان و آرام پهلوانیان نقش اساسی و مؤثر در تأسیس حزب کمونیست ترکیه ایفا نموده‌اند.
ارمنی‌ها در تعداد دیگری از احزاب سیاسی ترکیه نیز فعال بوده‌اند ولی هیچ ارمنی از سال ۱۹۶۰ به عنوان عضو مجلس ملی کبیر ترکیه انتخاب نشده‌است.

## مذهب
پاتریارک‌نشین ارمنی که در سال ۱۴۶۱ در استانبول تأسیس شد که رئیس دینی جامعهٔ ارمنی در ترکیه است این کلیسا نقش بسیار مهم سیاسی را در قبل اعمال کرده‌است و امروزه این کلیسا هنوز یک اقتدار روحانی را که احترام قابل ملاحظه‌ای در میان کلیساهای ارتودکس برایش به دست آورده اعمال می‌کند.
پاتریارک‌نشین ترکیه برتری پاتریارک عالی و جاثلیق کل ارمنیان در مراکز اصلی روحانی و اداری کلیسای ارمنی، و واغارشاپات در جمهوری ارمنستان در موضوعاتی که دارای جنبه جهانی کلیسای ارمنی است را به رسیمیت شناخته و در موضوعات محلی دارای خودمختاری است.
اسقف پاتریارک مسروپ دوم ماتافیان هشتمین پاتریارک ارمنی استانبول تحت اقتدار پاتریارک و جاثلیق‌نشین کل ارامنه است.

## کلیساهای ارمنی در ترکیه
ترکیه دارای صدها کلیسای ارمنی است. اکثر آن‌ها یا در شرف ویرانی هستند یا برای مقاصد دیگر به کار می‌روند. هنوز کلیساهای ارمنی با نام ارمنی مورد استفاده پیروان کلیسای حواری ارمنی فعال هستند و البته کلیساهای کاتولیک و پروتستان هم فعال می‌باشند.
گذشته از کلیسای جامع و اصلی سورب آسدوادزادزین در کومکاپی استانبول ده‌ها کلیسای ارمنی نیز وجود دارد که تعدادی از آن‌ها به علت فقدان جمعیت یا کشیش، غیرفعال می‌باشند.

## آموزش و پرورش
مدارس یا از کودکسان تا کلاس دوازدهم، یا از کودکستان تا کلاس هشتم یا از کلاس نهم تا دوازدهم هستند به معنای مدرسه ابتدایی و راهنمایی ارمنی و به معنای دبیرستان ارمنی می‌باشد.
مدارس ارمنی ترکیه برنامهٔ کاملی از دروس تُرکی را به همراه موضوعات ارمنی عمدتاً مربوط به زبان و ادبیات و مذهب را به کار می‌گیرند.

## بهداشت
ارمنیان ترکیه دارای بیمارستان‌هایی با سابقهٔ طولانی نیز می‌باشند که مهمترینشان عبارتند از؛

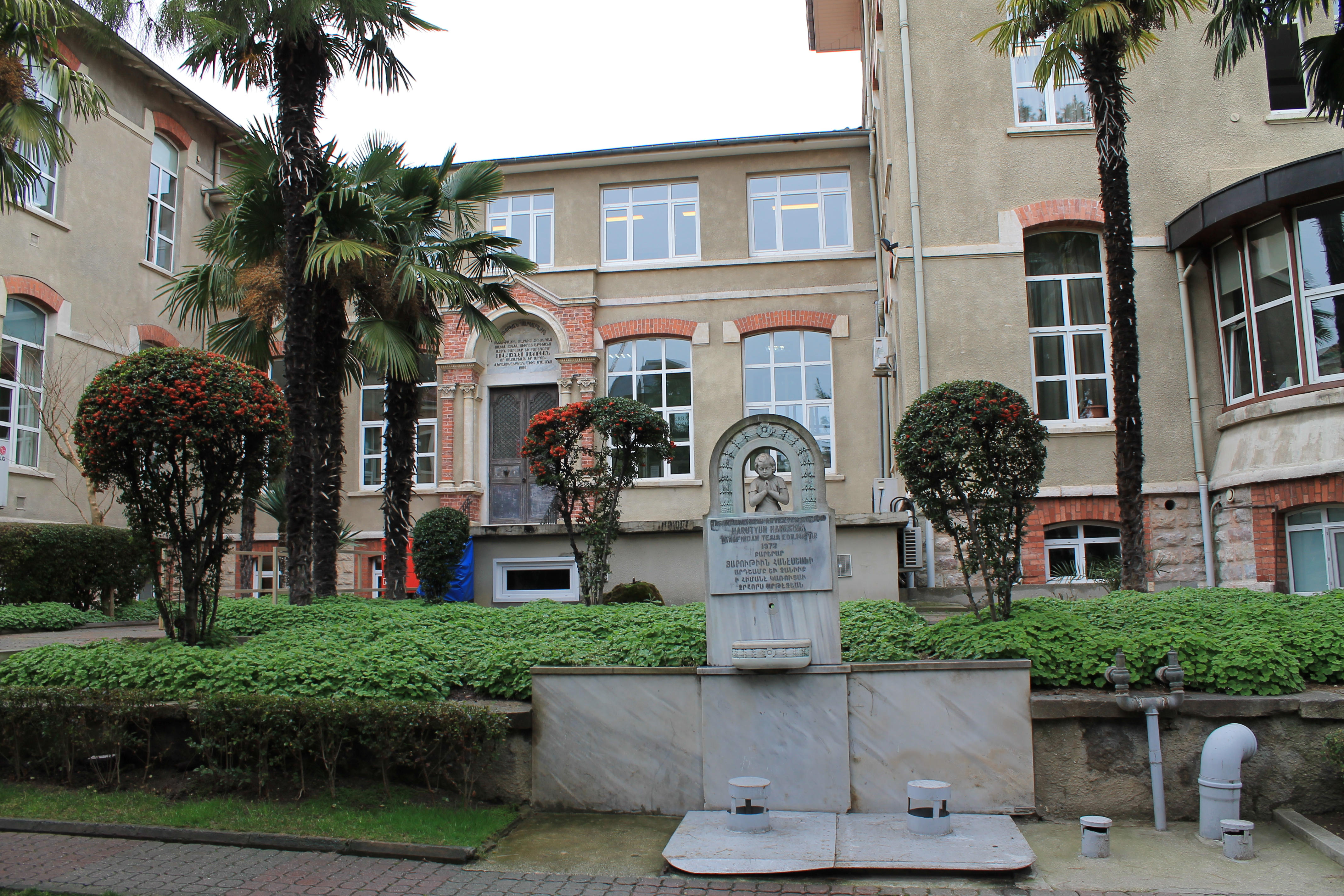
بیمارستان ارمنی سورپ پرگیچ

- بیمارستان ارمنی سورپ پرگیچ[۱۲] که دارای نشریه رسمی به همین نام نیز می‌باشد.
- بیمارستان ارمنی سورپ هاگوپ[۱۳]

## زبان
اکثر ارمنیان ترکیه دو زبانه بوده و هم از زبان ارمنی (با گویش ارمنی غربی) و هم از زبان ترکی به عنوان زبان مادری خود استفاده می‌کنند.
ارمنی غربی که گویش مورد استفاده ارمنی‌های استانبول و ترکیه است به ارمنی به آن آرومتاهایرن یکی از دو گویش ارمنی معاصر از گروه زبان‌های هند و اروپایی است می‌گویند.
ارمنی غربی در اوایل قرن نوزدهم بر اساس گویش ارمنیان در استانبول که جایگزین تعدادی از گویشهای ارمنی مورد مکالمه در سراسر ترکیه شد توسعه یافت.
این گویش، عمدتاً زبان نوشتاری ادبی ارمنی و در نشریات ارمنی منتشر شده در امپراطوری عثمانی و نیز بخش‌های عمده‌ای از دیاسپورای ارمنی و ترکیه مدرن شد.
تا حدی به همین خاطر استانبول اواخر قرن نوزده و اوائل قرن بیستم گویش ارمنی غربی تبدیل به کانون ادبی و فرهنگی ارمنی شده بود.
گویش ارمنی غربی از سوی دیاسپورای ارمنی، عمدتاً در آمریکای شمالی و جنوبی، اروپا و قسمت عمدهٔ خاورمیانه به جز ایران تکلم می‌شود. ارمنی‌های ایران به علت نزدیکی به ارمنستان از ارمنی شرقی استفاده می‌کنند و نظام آوایی ماشتوسی خود را حفظ کرده‌اند.
گویش ارمنی غربی عمدتاً به این عامل هم مربوط است که بخش عمدهٔ دیاسپورای ارمنی در نواحی (اروپا، آمریکا، خاورمیانه) در اواخر قرن نوزدهم و اوائل قرن بیستم از طریق جمعیت ارمنی آمده از امپراطوری عثمانی شکل گرفتند.
گویش ارمنی غربی به گونهٔ برجسته‌ای درگرامر، تلفظ و هجی کلمات از گویش ارمنی شرقی مورد مکالمه در جمهوری ارمنستان، ایران و روسیه متفاوت است با وجود این آن‌ها حرف همدیگر را می‌فهمند. تفاوت بارز دیگر گویش ارمنی غربی در این است که ساختار سنتی املای ارمنی را حفظ کرده‌است در حالی که گویش ارمنی شرقی اصلاحات املایی را در ۱۹۲۰ پذیرفت.
گویش ارمنی غربی هنوز هم در میان جامعهٔ ارمنی ترکیه مورد استفاده و مکالمه است ولیکن تُرکی به عنوان زبان مادری جایگزین ارمنی می‌شود و از آن جایی که گویش ارمنی غربی در ترکیه به عنوان زبان در معرض خطر تعریف می‌شود لذا یونسکو گویش ارمنی غربی را در اطلس سالانه زبان‌های در معرض خطر خود اضافه نموده‌است.
از قرن هجدهم تا حدود ۱۹۵۰ و به مدت تغریباً ۲۵۰ سال بیش از ۲۰۰۰ کتاب به زبان تُرکی و با استفاده از حروف الفبای ارمنی چاپ شدند که به آن‌ها کتب ارمنی ترکی گویند.
این کتب نه تنها مورد استفاده ارمنی‌ها بلکه افراد ممتاز غیر ارمنی (از قبیل روشنفکران تُرکی عثمانی) نیز بود که فعالانه متون تُرکی با الفبای ارمنی را می‌خواندند.
الفبای ارمنی در کنار زبان ترکی عثمانی در اسناد رسمی امپراطوری عثمانی در ترکیه عثمانی مورد کتابت و استفاده قرار می‌گرفت. برای مثال روزنامه رسمی امپراطوری عثمانی که در حلب منتشر می‌شد و نام آن فرات بود علاوه بر عربی و تُرکی بخشی از قوانین را هم به ارمنی چاپ می‌نمود.
اولین نوول در امپراطوری عثمانی در سال ۱۸۵۱ به نام Akabi Hikayesi که از سوی سیاست‌مدار، روزنامه‌نگار و نویسنده ارمنی (وارتان پاشا-هوسپ وارتانیان) به زبان ترکی عثمانی به نگارش درآمده و با حروف ارمنی منتشر گردید. این نوول، یک داستان عاشقانه غیرممکن را بین دو جوان که از دو جامعهٔ متفاوت آمده‌اند در جوی توأم با خصومت و مصیبت شرح می‌دهد.
وقتی که خانواده ارمنی دوزاُقلو ضراب خانه عثمانی را در طی سلطنت عبدالمجید یکم اداره می‌نمودند آن‌ها نیز ثبت و ضبط خود را با حروف ارمنی حفظ کردند.
مجموعه بزرگی از متون ارمنی – تُرکی می‌توان در متون عبادتی ارمنی مسیحی تا ۱۹۵۰ یافت.
کتاب مقدس مورد استفاده از سوی برخی از ارمنی‌ها در امپراطوری عثمانی نه تنها آیات آن به ارمنی چاپ شده بود بلکه برخی اوقات با استفاده از حروف الفبای ارمنی به زبان تُرکی نیز ترجمه شده بود.
این روش در کلیسای ارمنی به ویژه برای کسانی که بیشتر به تُرکی آشنا بودند تا ارمنی ادامه یافت. تعدادی از سرودهای روحانی مسیحی مورد استفاده در برخی کلیساهای ارمنی نیز تُرکی - ارمنی بودند.

## ارامنه و زبان تُرکی
ارامنه اصلی‌ترین نقش را در پیشرفت زبان ترکی از طریق اصلاحات زبانی ارائه شده از سوی آتاتورک داشته‌اند.
دو ارمنی به نام‌های هاگوپ مارتایان معروف به هاگوپ دیلاشار و سال‌ها قبل از آن در دوران عثمانی بدروس کِرِستِسیان در اجرای هدف آتاتورک اصلی‌ترین نقش را داشته‌اند. در اجرای هدف آتاتورک برای تغییر حروف همراه با پیشرفت صنعت چاپ در ترکیه که ارمنیان نقش اساسی در پیشرفت آن داشتند هم‌زمان شد.
- بوقوس آرابیان اولین روزنامه تُرکی را به نام (Takvim-i Vekayi)همراه ترجمه ارمنی آن منتشر ساخت.
- هوانس[۱۵] به  گوتنبرگ تُرک  مشهور است.
- کاسب افندی[۱۶] اولین مجله طنز را به نام دیوژن در سال ۱۸۷۰ منتشر ساخت.
- یروانت میسیرهیان[۱۷] برای اولین بار کتب چاپی در سطح امپراطوری عثمانی را توسعه داده و تکمیل نمود.

هاگوپ مارتایان معروف به هاگوپ دیلاشار زبان‌شناس ترکیه (متولد در تاریخ ۲۲ می ۱۸۹۵ در شهر استانبول و وفات در سال ۱۲ سپتامبر ۱۹۷۹)
او زبان‌های ترکی را دسته‌بندی نموده و دبیرکل و سرمتخصص انجمن زبان ترکی TLA بود که از سال ۱۹۳۲ تا ۱۹۷۹ تأسیس شده بود.
او دانش‌آموخته دانشگاه آمریکایی به نام کریستوفر روبرت در استانبول در سال ۱۹۱۵ بوده و به ۲۲ زبان زنده دنیا مسلط بوده‌است.
علاوه بر زبان‌های ترکی و ارمنی، مارتایان زبان‌های انگلیسی، یونانی، اسپانیایی، لاتین، آلمانی، روسی و بلغاری را نیز می‌دانست. او بعد از فارغ‌التحصیلی از دانشگاه روبرت به عنوان استاد زبان انگلیسی در همان دانشگاه مشغول تدریس شد؛ و در دانشگاه صوفیه در بلغارستان به عنوان متخصص زبان تُرکی عثمانی و زبان‌های کهن شرقی تدریس می‌کرد.
او در ۲۲ سپتامبر ۱۹۳۲ به عنوان زبانشناس متخصص در اولین کنگرهٔ زبانشناسی تُرکی تحت نظارت مصطفی کمال پاشا دعوت شده بود. استپان گوردیکیان زبانشناس، تُرک‌شناس، استاد و عضو انجمن علمی و گوورک سیمکشیان که هر دو از تبار ارمنی بودند از سخنگویان برجسته در این اولین کنفرانس زبان تُرکی بودند.
هاگوپ مارتایان به عنوان سرمتخصص و دبیرکل انجمن زبان تُرکی تغریباً از آغاز فعالیت آن به کار خود در آنکارا ادامه داد.
آتاترک به او لقب دیلاشار را پیشنهاد نمود (که از لحاظ ادبی به معنای گشایندهٔ زبان بود) و او این لقب را پذیرفت. او بین سال‌های ۱۹۳۶ تا ۱۹۵۱ در آنکارا به تدریس زبان و تاریخ پرداخته و مشاور کل در تدوین دائرةالمعارف تُرکی بین سال‌های ۱۹۴۲ تا ۱۹۶۰ بوده‌است.
فرهنگ ریشه‌شناسی ترکی امروزی ترکیه نیز اثر سوان نشانیان، زبان‌شناس ارمنی‌تبار ترکیه است.
«ریشه‌شناسی واژگان: فرهنگ ریشه‌شناسی ترکی معاصر» (Sözlerin Soyağacı Nişanyan: Çağdaş Türkçenin Etimolojik Sözlüğü)، که در سال ۲۰۰۲ منتشر شد، اولین و تاکنون مهم‌ترین اثر مرجع در حوزه خود است. این فرهنگ لغت علاوه بر اینکه منبعی ضروری برای ترکی است، به دلیل تجزیه و تحلیل بیش از ۵۰۰۰ وام‌واژه عربی و فارسی که در واژگان ترکی معاصر کاربرد دارند، اکنون به عنوان ابزاری ارزشمند برای ریشه‌شناسی واژگان سامی و ایرانی نیز شناخته می‌شود.

## موسیقی
شکل فرهنگی و موسیقایی علاوه بر اجرای برگزیده‌ای غنی از تعدادی از موسیقیهای تُرکی، کُردی، گرجی، عربی و کولی در فهرستشان تعدادی از موسیقی‌های سنتی ارمنی را نیز در بر می‌گیرند، که آن‌ها را به عنوان قسمتی از برنامه تُرکی و ارمنی در ارمنستان که می‌توان حمایت از USAID باشد کنسرت می‌دهند.

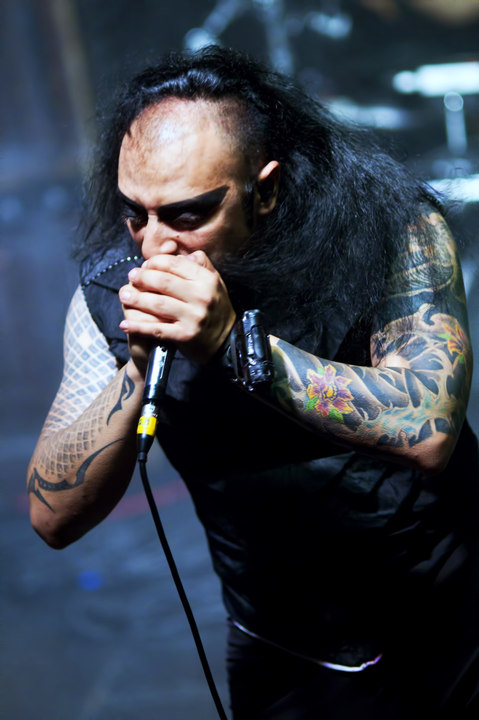
خواننده راک هایکو جپکین

گروه سایات نوا که در سال ۱۹۷۱ از سوی کودکان کلیسای استانبول تأسیس شد آوازهای سنتی ارمنی را اجرا نموده و موسیقی فولکلور ارمنی را مطالعه و تفسیر می‌کند.
در موسیقی اپرای کلاسیک و تئاتر توتو کاراکا چهرهٔ برجسته‌ای در صحنه بود در هنر فولکلور تأثیر افسانه‌ای اودی هرانت کنکولیان و بازی او غیرقابل توصیف است.
در موسیقی معاصر آردو تونجبویاجیان و برادرش اوننو تونج دو آهنگساز و نوازنده جاز واقعی هستند. یاشار کورت هنرپیشه راک ترک اعلام کرد که او از اصلیت و تبار ارمنی بوده‌است.
آهنگساز راک مشهور دیگر ارمنی هایکو جپکین می‌باشد.

## سینما و تئاتر
در فعالیت سینمایی باید اشاره خاصی به واهی اوز که از سال ۱۹۴۰ تا ۱۹۶۰ در فیلم‌های بسیاری ظاهر شد، اشاره نمود، و همچنین سامی هازینز که از سال ۱۹۵۰ تا ۱۹۹۰ تا ده تا فیلم ظاهر شد، و نوبار ترزیان که در بیش از ۴۰۰ فیلم ظاهر شد.
فعالین سینمایی که دارای ریشه عمیق و قوی ارمنی هستند:
هنرپیشه تورگوت اوزاتای دیگری هنرپیشه و کارگردان کنان پارس(نام اصلی گریگور سوزیان) و هنرپیشه تئاتر و فیلم ایرما فلکیان هستند.

## عکاسی

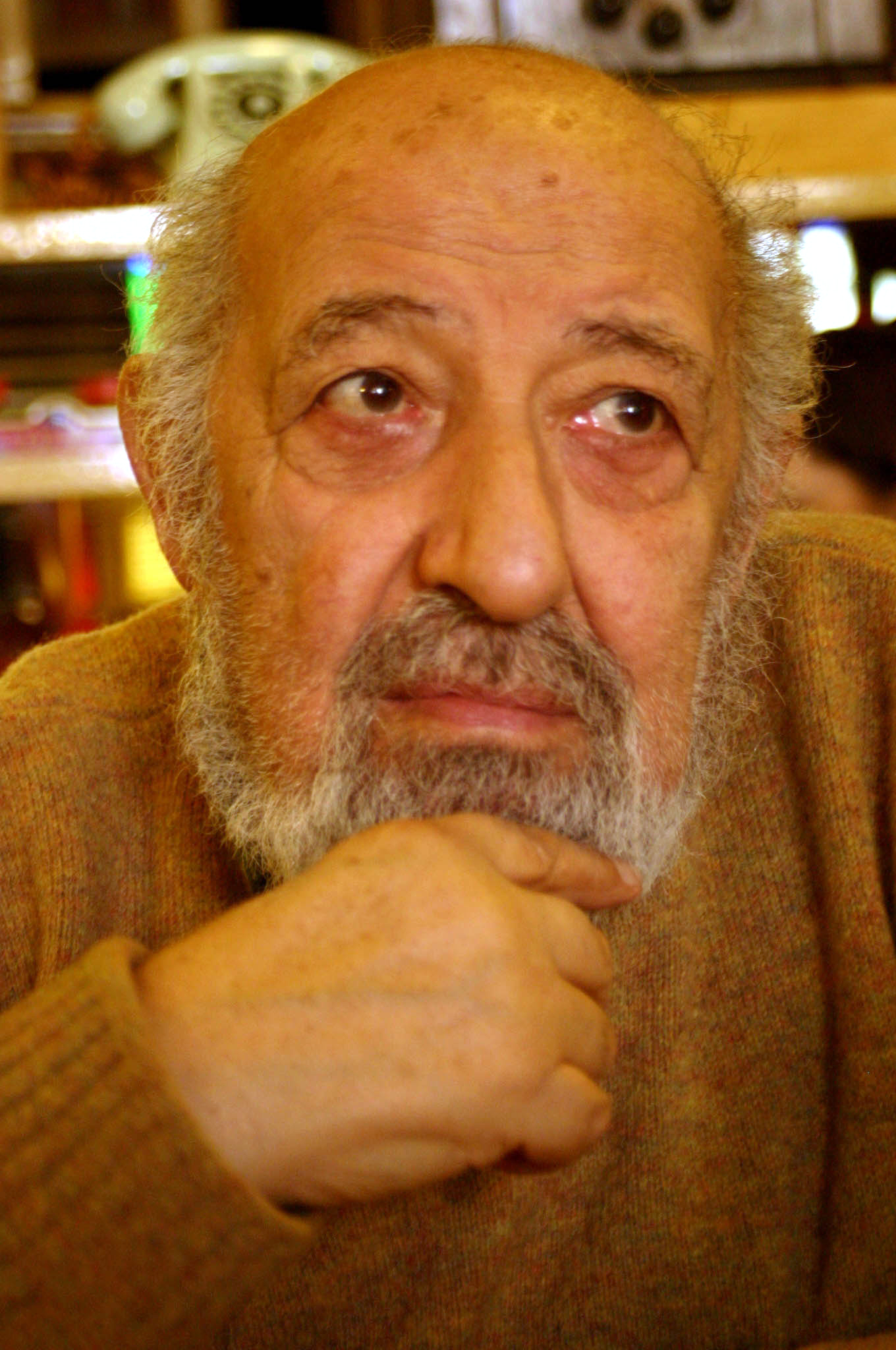
عکاس آرا گولر

عکاس آرا گولر یکی از مشهورترین عکاسان خبرنگار از تبار ارمنی است که لقب وی " چشم استانبول " یا عکاس استانبول است.

## ادبیات
شعرا، نویسندگان، داستان نویسان و مقاله‌نویسان و منتقدان ادبی ارمنی نقش بسیار مهمی را به ویژه در صحنهٔ ادبی دیاسپورای ارمنی با کیفیت آثار خود در ارمنستان غربی ایفا می‌کنند.
- روبرت هادجیان[۳۱] رئیس کل روزنامه مارمارا در استانبول یک چهره اساسی و مؤثر در عرصهٔ انتقاد ادبی باقی می‌ماند.
- زاره یالدیچیان[۳۲] که بیشتر با نام مستعارش زاهراد شناخته می‌شود یک شاعر معروف ارمنستان غربی بود.

## رسانه‌های گروهی
استانبول جایگاه تعدادی از نشریات بانفوذ و کهنه‌کار ارمنی بوده‌است که هم‌اکنون برجسته‌ترین آن‌ها از میان رفته‌است.
روزنامه‌هایی نظیر (آرولک – بوزانتیون- سورهانداک - منظومه افکار - ورچین لور)
و در خارج از استانبول نشریات روزانه‌ای چون (آرشالویس - داشینک وان) نام برد.
در حال حاضر استانبول دارای دو نشریه به زبان ارمنی است که نام یکی ژامامناک به معنی (زمان) است که در ۱۹۰۸ تأسیس شد و دیگری مارمارا است همچنین این شهر حافظ یک سنت زندهٔ ارمنی – ترکی است که جزء لاینفکی از زبان ارمنی غربی و ادبیات ارمنی است.
ژاماناک یک روزنامه قدیمی منتشر شده در استانبول است این روزنامه در سال ۱۹۰۸ از سوی میساک کوچونیان تأسیس شده و یک تأسیس خانوادگی بوده‌است که از شروع تأسیس آن مالکیتش به خانوادهٔ کوچونیان رسیده‌است.
بعد از میساک این روزنامه به سارکیس کوچونیان و از سال ۱۹۹۲ به آرا کوچونیان منتقل شد.
مارمارا هم روزنامه‌ای است که از ۱۹۴۰ در استانبول منتشر می‌شود که از سوی روزنامه‌نگار ارمنی سورن شاملیان منتشر شد و از سال ۱۹۶۷ روبرت هادلر عهده‌دار انتشار آن شد.
مارمارا هفته‌ای شش روز به جز یک شنبه‌ها منتشر می‌شود.
آگوس (به معنی زمین یا مزرعه شخم زده) هفته‌نامه دو زبانه ارمنی و تُرکی منتشر شده در استانبول است که در پنجم آوریل ۱۹۹۶ منتشر شد و امروزه تیراژ آن ۵۰۰۰ نسخه است. در کنار بخش ارمنی و ترکی، این روزنامه دارای بخش آنلاین انگلیسی نیز می‌باشد.
از ابتدای تأسیس، هرانت دینک تا زمان قتلش در بیرون از اداره در استانبول در ژانویه ۲۰۰۷، مدیر مسئول آن بود.
لرابر یک نشریه ادواری چند زبانه ترکی و ارمنی و انگلیسی است و ارگان رسمی پارتیارک‌نشین ارمنی استانبول است.
سایر عناوین نشریات ارمنی شامل سورپ پرگیچ که مجله بیمارستان ارمنی سورپ پرگیچ (نجات دهندهٔ مقدس) است و نیز (کولیس - شوقاگات - نورسان) و مجله فکاهی ژبید به معنی (لبخند) می‌باشد.

## ارمنی‌های مشهور ترکیه[۴۷]
- ژاکلین چارکچی[۴۸] مدزو سوپرانو
- آرتو هاروتون دالگا[۴۹] خواننده
- آرا گولر[۵۰] عکاس خبرنگار
- سامی هازینزز[۲۵] بازیگر
- ژاک ایخمالیان[۵۱] نقاش
- آنی ایپِکایا[۵۲] بازیگر زن

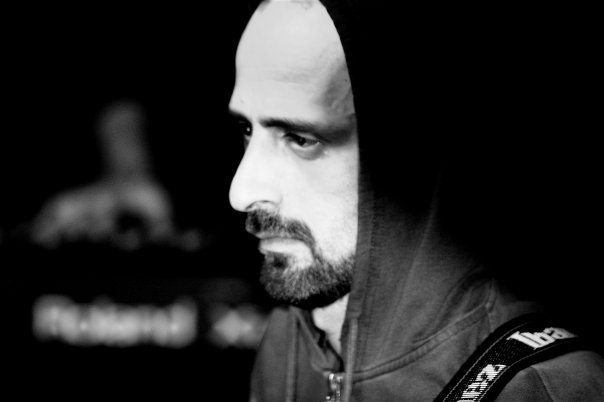
یاشار کورت خواننده راک

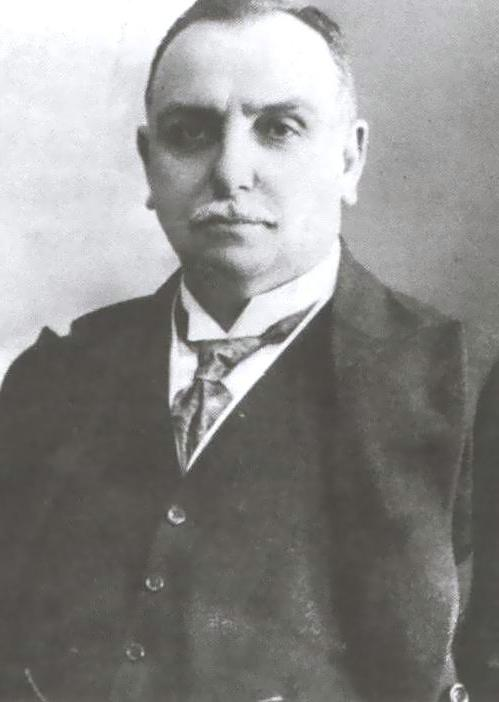
گریگور زهراب سیاست‌مدار و نویسنده

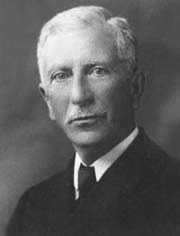
برچ کرستسیان مدیر بانک و سیاست‌مدار

- جم کاراجا (از سوی مادر ارمنی است) آهنگساز راک
- زاهراد شاعر
- اودی هراند کنکولیان[۵۳] بازیگر
- یاشار کورت[۵۴] خواننده راک
- گارو مافیان آهنگساز
- آدیل ناسیت[۵۵] بازیگر زن (از طرف مادر ارمنی است)
- تورگوت اوزاتای[۲۶] هنرپیشه
- سلیم ناسیت اوزکان[۵۶] هنرپیشه (از طرف مادر ارمنی است) برادر «آدیل ناسیت»
- کنان پارس[۲۷] هنرپیشه
- روحی سو[۵۷] موسیقی فولکلوریک
- آنتا توروس[۵۸] بازیگر زن
- سنک تاشکن[۵۹] آهنگساز
- نوبار ترزیان[۶۰] هنرپیشه
- اننو تونچ[۶۱] آهنگساز
- آردو تونجبویاجیان[۶۲] آهنگساز
- سارکیس زابونیان[۶۳] بازیگر
- ماسیس آرام گوزبک[۶۴] آهنگساز و بازیگر
- نورهای ناکیس[۶۵] فوتبالیست
- کاربیس ایستانبولاغلو[۶۶] بازیکن تیم ملی فوتبال ترکیه
- گاربیس زاکاریان[۶۷] قهرمان سبک‌وزن بوکس اروپا و ترکیه
- آرات دینک[۶۸] پسر هراند دینک ناشر روزنامه آگوس
- هرانت دینک ناشر قبلی هفته‌نامه آگوس
- وارتان ایهمالیان[۶۹] نویسنده
- اتین ماهچوپیان[۷۰] نویسنده، ناشر و رئیس آگوس
- مگردیچ مارگوسیان[۷۱] نویسنده
- سوان نشانیان[۷۲] نویسنده
- هاگوب اینسیان[۷۳] صاحب رستوران معروف کور هاگوپ
- برچ تورکر کرستسیان[۷۴] مدیر بانک و سیاست‌مدار
- آلکس ارویزگاتلیان[۷۵] یک مؤسس موفق شرکت
- آرام آندونیان[۷۶] خبرنگار
- آرپیار آرپیاریان[۷۷] نویسنده
- گریگور بالاکیان[۷۸] اسقف
- هاکوپ بارونیان[۷۹] نویسنده و هجونویس
- نازارت داقاواریان[۸۰] دکتر
- وارازدات کازانجیان[۸۱] جراح برجسته
- اِروخان[۸۲] نویسنده
- هاگوپ کازازریان پاشا[۸۳] وزیر دارایی
- دیران کلکیان[۸۴] روزنامه‌نگار و پروفسور
- کومیتاس وارداپت آهنگساز
- مگردیچ خریمیان[۸۵] رهبر مذهبی و نویسنده
- مخیتار[۸۶] محقق و الهیدان
- یروانت اودیان[۸۷] نویسنده و هجونویس
- وارتان پاشا[۸۸] سیاست‌مدار و نویسنده
- «گارگین پاسدرماجیان[۸۹]» مشهور به آرمن گارو[۹۰] فعال سیاسی
- روبن سواک نویسنده
- لوون شانت نویسنده و نمایشنامه نویس
- سیامانتو نویسنده
- بابکن سیونی[۹۱] فعال سیاسی
- بدروس توریان[۹۲] شاعر
- دانیل واروژان شاعر
- روبن زارتاریان[۹۳] نویسنده و ناشر
- گریگور ظهراب[۹۴] سیاست‌مدار و نویسنده